# كامبيتيلو دي فاسا
هي كومونة (بلده) في ترينتينو في منطقة ترينتينو-ألتو أديجي / سودتيرول بشمال إيطاليا ، وتقع على بعد حوالي 70 شمال شرق ترينتو (100   كم عن طريق البر).
في تعداد عام 2001 ، أعلن 625 ساكنًا من أصل 732 (87٪) أن لادن هي لغتهم الأم.

## جغرافية
في 31 ديسمبر 2004 ، كان عدد سكانها 741 نسمة ومساحتها 25.1 .
تقع كانبيتلو على حدود البلديات التالية: Santa Cristina Gherdëina و Sëlva و Kastelruth و غانازي و Tiers و Mazzin .

## التطور الديموغرافي

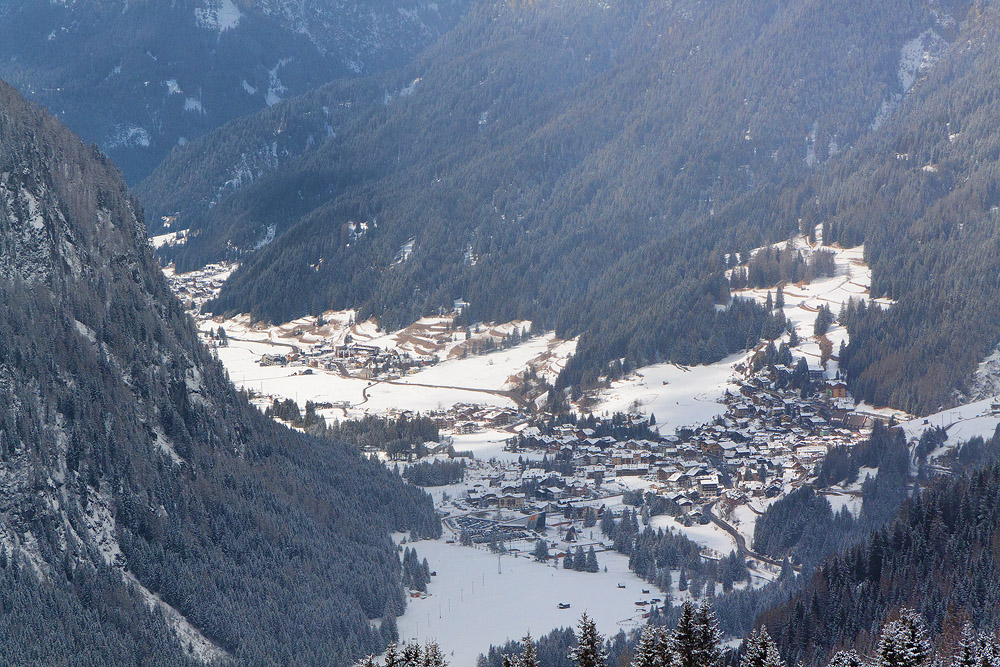
Campitello di Fassa (في الأمام) و Fontanazzo (أعلى اليمين)